# Баталово (Верхньокамський район)
Бата́лово (рос. Баталово) — присілок у складі Верхньокамського району Кіровської області, Росія. Входить до складу Рудничного міського поселення.
Населення становить 7 осіб (2010, 9 у 2002).
Національний склад станом на 2002 рік — росіяни 100 %.